# Günter Hoffmann
Günter Hoffmann (nascido em 8 de fevereiro de 1939) é um ex-ciclista alemão. Competiu nos Jogos Olímpicos de Verão de 1964 e 1968 nos 100 km contrarrelógio por equipes, e terminou em 14º e 13º lugar, respectivamente. Em 1964, também terminou em 78º na prova de estrada e segundo na Corrida da Paz.
Hoffmann fez parte do grupo de atletas que lançou em 2012 a "Iniciativa para a Paz no Mundo".